# Grimmia crispula
Grimmia crispula là một loài Rêu trong họ Grimmiaceae. Loài này được (Hedw.) Turner mô tả khoa học đầu tiên năm 1804.